# 3147 Samantha
3147 Samantha este un asteroid din centura principală, descoperit pe 16 decembrie 1976 de Liudmila Cernîh.